# Paddington (film)
Paddington este un film de comedie anglo-francez adaptat după cartea Ursulețul Paddington. Este regizat de Paul King și a fost lansat de StudioCanal la 28 noiembrie 2014 în Marea Britanie.
Filmul a fost lansat în România de InterComFilm Distribution pe 5 decembrie 2014.

## Distribuție
- Ben Whishaw - Paddington
- Hugh Bonneville - Henry Brown
- Sally Hawkins - Mary Brown
- Madeleine Harris - Judy Brown
- Samuel Joslin - Jonathan Brown
- Julie Walters - dna. Bird
- Nicole Kidman - Millicent Clyde
- Jim Broadbent - Samuel Gruber
- Peter Capaldi - dl. Curry
- Imelda Staunton - mătușa Lucy
- Michael Gambon - unchiul Pastuzo
- Tim Downie - Montgomery Clyde
- Simon Farnaby - Barry
- Matt Lucas - Joe
- Matt King - Andre
- Michael Bond - Gentlemenul

## Premii
| Eveniment                   | Categorie                                   | Recipient                 | Rezultat     |
| --------------------------- | ------------------------------------------- | ------------------------- | ------------ |
| British Academy Film Awards | Alexander Korda Award for Best British Film | David Heyman și Paul King | Nominalizare |
| British Academy Film Awards | Best Adapted Screenplay                     | Paul King                 | Nominalizare |
| Empire Awards               | Best British Film                           | David Heyman și Paul King | Nominalizare |
| Empire Awards               | Best Comedy Film                            | David Heyman și Paul King | Câștigat     |
| Saturn Awards               | Best Fantasy Film                           | David Heyman și Paul King | Nominalizare |
| South Bank Sky Arts Award   | Best Film                                   | David Heyman și Paul King | În așteptare |